# 안전 행동
안전 행동(safety behavior) 혹은 안전 추구 행동(safety-seeking behavior)은 위협을 느꼈을 때 불안(anxiety)과 공포(fear)를 줄이는데 사용하는 대처 행동(coping behavior)이다. 사회적 불안(social anxiety)에서의 안전 행동 사례로는 불편함을 느낄 것으로 예상되는 상황을 탈출하기 위하여 변명을 떠올리는 것이다. 이러한 안전 행동은 단기적으로 불안을 감소시키는데 유용하지만 장기적으로는 비위협적 상황의 불안과 공포를 늘림으로서 부적응적(maladaptive)이라고 할 수 있다. 이러한 문제는 흔히 불안 장애(anxiety disorder)로 경험된다. 노출및반응방지법(exposure and response prevention) 등의 치료법은 안전 행동이 정신 질환에 가하는 부정적인 역할을 없애는데 초점을 맞춘다. 안전 행동이 치료 초기에는 사용하는 것이 이롭다는 주장이 있어 논쟁이다.

## 역사
안전 행동이라는 개념이 처음 정신 질환과 관련하여 등장한 것은 1984년 광장공포증(agoraphobia)이 시간이 지나면서도 지속되는 방식을 설명하고자 "안전 관점(safety perspective)" 가설이 제기되었을 때이다. 안전 관점 가설이란, 광장공포증 환자가 자신의 안전 수준을 증가시키거나 유지한다고 생각하는 방식으로 행동한다는 것이다. 1991년, 연구를 통해 공황장애 환자들이 안전 행동을 하는 것이 관찰되었다. 이후 연구에서는 사회 공포증(social phobia), 강박 장애(obsessive compulsive disorder), 외상후 스트레스 장애(posttraumatic stress disorder) 환자들이 안전 행동을 사용하는 것을 관찰하였다.

## 효과 관련 이론
안전 행동은 공포와 불안을 직접적으로 증폭시킨다.
- 안전 행동을 하는 것은 불안 증상에 대한 감시를 북돋는다. 예를 들어, 공황 장애(panic disorder) 환자는 불안 증상으로 인하여 자신을 감시하고 회피 행동(avoidant behavior)을 통하여 이러한 증상에 반응한다. 신체 감각에 대한 과도한 분석으로 인하여, 공황 발작(panic attack)을 일으키지는 않지만 공황 유도 증상(panic-inducing symptom)으로 감지되는 증상을 발견하게 된다.
- 사회 공포증 환자는 조용히 말하고 몸 동작을 줄이고 타인과의 아이 컨택트를 차단하여 사회적 상황으로부터 자신을 철수한다. 이러한 행동들은 타인으로부터 비난 받을 기회를 줄이고자 의도된 것이다. 그 대신, 사회 공포증 환자는 냉담하고 환영 받지 못하는 사람으로 비춰지기 때문에, 결과적으로 안전 행동은 많은 비난을 가져다 준다.

안전 행동은 공포스런 상황에서 불안을 낮추지만 장기적으로는 불안을 계속 유지한다.
- 위협적인 상황에서 안전 행동을 사용하여 불안과 공포를 줄이면, 불안과 공포는 가라앉는다. 그러면 안전 행동이 정서의 완화를 가져다 주고 앞으로도 계속해서 안전 행동을 사용할 것이라는 믿음을 갖게 된다. 그러나 불안과 공포가 완화되고 감소하는 것은 시간과 같은 다른 요소로 인한 것이다.
- 또한 불안과 공포의 감소는 상황 그 자체 때문이기도 하다. 발표와 같은 심각하게 위협 받는 것처럼 보이는 상황은 사실 그렇게 해를 끼치는 것은 아니다. 그러나 안전 행동을 하여 상황을 회피함으로써 상황이 해롭지 않다는 것을 깨닫지 못하며, 불안과 안전 행동이 계속 순환하게 만든다.

## 분류
안전 행동은 예방적 안전 행동(preventive safety behavior)과 회복적 안전 행동(restorative safety behavior)로 범주화된다.

### 예방적 안전 행동
예방적 안전 행동은 "정서적 회피 행동(emotional avoidance behavior)"이라고도 한다. 미래 상황에서의 공포나 불안을 줄이는 것을 목표로 한다.
예시:
- 위협이 발생할 상황을 완전히 회피[4]
- 지지가 필요한 사교 행사에 친구를 초대하여 안전하다는 신호로 의지[4]
- 신체적 접촉을 회피하는 등의 미묘한 회피 행동[4]
- 나오기 전 문을 체크하는 등의 강박 행동(compulsive behavior)[4]
- 이러한 상황을 맞이할 때를 대비[4]

### 회복적 안전 행동
회복적 안전 행동은 현재 위협적인 상황에서의 공포나 불안을 줄이는 것을 목표로 한다.
예시:
- 상황 도피[4]
- 사회 불안을 줄이기 위하여 핸드폰을 쳐다보는 등의 안전 신호 사용[4]
- 호흡법을 통한 미묘한 회피 행동[4]
- 반복적인 손 씻기 등의 강박 행동[4]
- 공포가 부당하다는 것을 확인하기 위하여 사랑하는 사람이나 전문가로부터 안심(reassurance) 요구[4]
- 위협으로부터 주의 분산(distraction)을 하거나 위협을 줄이는 것에 주목[4]
- 기도나 숫자 계산 및 숫자 세기를 통한 위협의 중화[4]
- 불안 촉진 사고의 억제[4]

## 관련 증상

### 광장공포증
사람들은 위험이 인식하는 만큼 그렇게 심각하지 않다고 해도 위험할 수 있는 환경을 회피하기 위한 안전 행동을 할 때, 광장공포증(agoraphobia) 위험이 높아질 수 있다. 흔한 안전 행동은 광장공포증 환자가 쇼핑몰이나 시내버스 같은 붐비는 장소를 완전히 피하려는 것이다. 그러나 환자가 붐비는 장소에 머물게 되면 그곳에서 무너지는 것을 막고자 다리가 경직될 것이다. 또한 환자는 사람이 많은 그 상황을 피하려 할 것이다. 이후 환자는 위험이 없어진 상황이 아닌 안전 행동으로 인하여 공포 증상이 사라졌다고 생각한다. This incorrect attribution may lead to persisting fears and symptoms.

### 범불안장애
범불안장애(generalized anxiety disorder, GAD) 환자는 세상을 매우 위험한 환경으로 인식한다. 환자들은 지속적으로 안전을 찾고 안전 행동을 한다. 환자들이 보이는 흔한 안전 행동은 사랑하는 사람으로부터 안심을 요구하여 과도한 걱정을 줄이는 것이다. 또한 환자들은 발생할 수 있는 모든 위험의 리스크를 피하고 타인이 위험에 빠지지 못하게 막으려 할 것이다. 그러나 환자는 명확히 정의되지 않는 복합적인 공포를 가질 수도 있어, 이러한 행동은 불안을 유의미하게 줄일 가능성은 적다.

### 불면증
불면증(insomnia) 환자는 충분한 수면을 취하는 것과 충분히 수면을 취하지 못하였을 때의 결과에 대하여 과도하게 걱정한다. 환자들은 과도한 걱정을 줄이기 위하여 안전 행동을 한다. 그러나 안전 행동은 오히려 불안을 증대하고 환자가 이러한 불안을 유도하는 사고가 옳지 않다고 생각할 기회를 줄이게 된다. 환자들이 보이는 흔한 안전 행동은 다른 생각을 하여 주의를 분산시켜 불안 유도 사고를 통제하려고 하는 것이다. 또한 환자들은 자신이 제대로 기능하지 못할 것이라고 믿고 약속을 취소하고 일하지 않기로 결심한다. The affected person may take naps to compensate for the lack of sleep.

### 강박 장애
강박 장애(obsessive-compulsive disorder, OCD) 환자들은 강박이 발생할 때 불안을 줄이기 위하여 안전 행동을 한다. 환자들이 보이는 흔한 안전 행동은 필요 이상의 횟수로 손을 씻기나 악수를 거절하여 오염을 막는 것 등이 있다. 그러나 강박 장애 환자가 오염의 가능성을 줄이고자 안전 행동을 할 때, 오염의 가능성에 대한 이들의 인식은 오히려 늘어나게 된다. 이러한 인식은 결국 오염될 것이라는 공포를 높인다.
집안의 문이 모두 잠겼는지 몇 번이고 확인하는 '점검 의식(checking ritual)' 역시 흔한 안전 행동이다. People with OCD often believe that if they do not perform their checking rituals, others will be in danger. 그 결과, 강박장애 환자들은 장애가 없는 이들보다 타인에 대한 안녕에 책임감을 더 느낀다. 따라서 강박장애 환자들은 안전 행동을 하지 않으면 타인이 위험에 처할 거라고 생각할 때 안전 행동을 하게 된다. 지속적인 점검은 점검 관련 기억의 확실성과 생동감을 감소시킨다. 강박장애에는 노출및반응방지법이 효과적이다.

### 외상후 스트레스 장애
외상후 스트레스 장애(posttraumatic stress disorder, PTSD) 환자들은 자신의 일반적인 안전이 심적외상(psychological trauma)의 발생 이후에 보상되었다고 믿는다. 이들은 이러한 안전감을 회복하고 다시는 트라우마가 발생하지 않게 하고자 안전 행동을 한다. 환자들이 보이는 흔한 안전 행동은 집에 침입자가 들어오지 않는다는 것을 확인하고자 오랜 시간 동안 깨어 있는 것이다. 또한 환자들은 트라우마 발생 장소로부터 멀어지는 행동과 같이 트라우마를 상기시킬 수 있는 것들을 회피하려 한다. 이런 행동은 위험이 있다는 잘못된 믿음을 없애는 것을 차단하기 때문에, 이런 행동은 지속적인 공포를 불러올 것이다.

### 조현병
조현병(schizophrenia) 환자는 피해망상(persecutory delusion)을 보일 수도 있다. These people use safety behaviors to prevent the potential threats that arise from their persecutory delusions. 환자들이 보이는 흔한 안전 행동은 가해자(persecutor)라고 인식하는 인물이 있을 수 있는 장소를 피하고, 가해자라고 인식하는 인물로부터 물리적으로 도피하려 하는 것이다. 이런 행동은 위험이 있다는 잘못된 믿음을 없애는 것을 차단하기 때문에, 환자가 경험하는 피해망상의 빈도를 늘릴 것이다.

### 사회 불안
일반적으로 사람은 타인으로부터 인정을 받거나 거절을 회피하기 위하여 사회적 행동(social behavior)을 한다. 사회 불안(social anxiety)이 없는 사람은 타인의 인정을 받도록 설계된 행동을 하지만, 사회 불안 환자는 타인ㅇ의 거절을 회피하는데 도움되는 행동을 한다.
안전 행동은 환자에 대한 주목을 덜 끌게 하여 환자가 비난 받을 기회를 줄일 것이다. 환자들이 보이는 흔한 안전 행동은 타인과의 아이 컨택트 회피, 적절한 단어 사용에 주목하기, 기타 자기 통제 행동(self-controlling behavior) 등이 있다.
노출 요법(exposure therapy)만으로는 사회 불안 치료에 약간의 효과가 있다. 치료 동안 환자에게 안전 행동을 독려하는 것보다 안전 행동을 중단할 것을 요청하는 것이 불안 및 공포 저하 효과가 더 크다. 환장에게 한전 행동을 중단할 것을 요청하고, 안전 행동이 중단되었음에도 위험한 상황이 일어날 가능성이 가장 높다는 사고를 부정할 것을 요청할 때, 이러한 저하 효과는 가장 크다. 이러한 조합은 사회 불안에 대한 노출및반응방지법에서 사용된다.

## 평가 측정
안전 행동에 대한 일부 심리학 평가(psychological assessment)는 특정 심리적 질병 환자의 안전 행동량을 측정하였다. 사회 불안을 가지고 있는 이들이
수행하는 안전 행동 측정 평가로는 사회 행동 설문(Social Behavior Questionnaire)과 미묘한 회피 빈도 검사(Subtle Avoidance Frequency Examination)가 있다. 공황 장애 환자가 하는 안전 행동 측정 평가로는 텍사스 안전 행동 척도(Texas Safety Maneuver Scale)가 있다.

### 사회 행동 설문
사회 행동 설문(Social Behavior Questionnaire, SBQ)은 1994년 개발된 사회 불안 장애 안전 행동 측정 평가법이다. 행동의 빈도는 "전혀 없음(never)"에서 "항상(always)"까지이다. 평가법에 명기된 안전 행동 예시로는 "질문 회피(avoiding asking questions)"와 "동요 통제(controlling shaking)"이다. 사회 행동 설문은 타인에게 부정적인 평가를 받는 것에 대하여 강한 두려움을 느끼는 사람과 약한 두려움을 느끼는 사람을 구분하는 것으로 밝혀져 왔다.

### 미묘한 회피 빈도 검사
미묘한 회피 빈도 검사(Subtle Avoidance Frequency Examination, SAFE)는 2009년 개발한 사회 불안의 안전 행동 평가이다. 행동 빈도는 안전 행동 총합은 "전혀 없음(never)"에서 "항상(always)"으로 등급 매겨진다. 안전 행동 사례로는 "부드럽게 말하기(speaking softly)"와 "아이 컨택트 회피(avoiding eye contact)"가 있다. 이 측정법은 사회 불안이 임상적 수준인 사람과 사회 불안이 없는 사람을 구분한다고 밝혀져 왔다. 또한 이 측정법은 사회 불안 척도(Social Phobia Scale)와 같은 기타 사회 불안 측정을 지지한다고도 밝혀졌다.

### 텍사스 안전 행동 척도
텍사스 안전 행동 척도(Texas Safety Maneuver Scale, TSMS)는 1998년 개발된 공황 장애 안전 행동 측정법이다. 행동 빈도는 "전혀 없음(never)"에서 "항상(always)"까지 다섯 개 척도로 측정된다. 안전 행동의 사례는 "혈압 측정(checking pulse)", "스트레스 쌓이게 하는 만남 회피(avoiding stressful encounters)"가 있다. 또한 이 측정법은 공포 설문(Fear Questionnaire)처럼 광장공포증 측정법과 연관있다고 밝혀져 왔다.

## 치료에 대한 반대
일부 연구자는 안전 행동이 치료에 도움이 될 수 있지만 치료 초기 단계에 안전 행동을 했을 때에만 유용하다고 주장하였다.
 예를 들어, 치료 중에 환자가 안전 행동을 할 수 있다면 노출 요법은 덜 위협적이 것이다. 또한 환자가 불안 경감을 위해 안전 행동을 사용할 수 있다면 위협적인 상황에서 더욱 평정심을 느낄 것이다. 이러한 주장을 검증한 연구들은 혼재된 결과를 내었다.

## 같이 보기
- 부인
- 해리
- 현실도피
- 위험 보상
- 안전 담요
- 자기 치료
- 민감화
- 스트레스 관리

## 참고문헌
1. 1 2 3 4 5 6 7 8  Salkovskis, Paul M. (January 1991). “The Importance of Behaviour in the Maintenance of Anxiety and Panic: A Cognitive Account”. 《Behavioural Psychotherapy》 (영어) 19 (1): 6–19. doi:10.1017/S0141347300011472. ISSN 0141-3473.
2. 1 2 3 4 5 6 7  Cuming, S., Rapee, R. M., Kemp, N., Abbott, M. J., Peters, L., & Gaston, J. E. (2009). A self-report measure of subtle avoidance and safety behaviors relevant to social anxiety: Development and psychometric properties. Journal of Anxiety Disorders, 23(7), 879–883. doi:10.1016/j.janxdis.2009.05.002
3. 1 2 3  Rachman, S. (1984). Agoraphobia—A safety-signal perspective. Behaviour Research and Therapy, 22(1), 59–70. doi:10.1016/0005-7967(84)90033-0
4. 1 2 3 4 5 6 7 8 9 10 11 12 13 14 15 16 17 18  Helbig-Lang, S., & Petermann, F. (2010). Tolerate or eliminate? A systematic review on the effects of safety behavior across anxiety disorders. Clinical Psychology: Science and Practice, 17(3), 218–233. doi:10.1111/j.1468-2850.2010.01213.x
5. 1 2 3 4 5 6 7 8  Wells, A., Clark, D.M., Salkovskis, P., Ludgate, J., Hackmann, A., & Gelder, M. (1995). Social phobia: The role of in-situation safety behaviors in maintaining anxiety and negative beliefs. Behavior Therapy, 26(1), 153–161. doi:10.1016/S0005-7894(05)80088-7
6. 1 2 3  van den Hout, M., & Kindt, M. (2004). Obsessive–compulsive disorder and the paradoxical effects of perseverative behaviour on experienced uncertainty. Journal of Behavior Therapy and Experimental Psychiatry, 35(2), 165–181. doi:10.1016/j.jbtep.2004.04.007
7. 1 2 3 4  Rachman, S., Radomsky, A. S., & Shafran, R. (2008). Safety behaviour: A reconsideration. Behaviour Research and Therapy, 46, 143–173. doi:10.1016/j.brat.2007.11.008
8. ↑  Salkovskis, P. M. (1999). Understanding and treating obsessive—compulsive disorder. Behaviour Research and Therapy, 37, S29-S52. doi:10.1016/S0005-7967(99)00049-2
9. ↑  Ehlers, A., & Clark, D. M. (2000). A cognitive model of posttraumatic stress disorder. Behaviour Research and Therapy, 38(4), 319–345. doi:10.1016/S0005-7967(99)00123-0
10. 1 2  Ehlers, A., & Breuer, P. (1992). Increased cardiac awareness in panic disorder. Journal of Abnormal Psychology, 101(3), 371–382. doi:10.1037/0021-843X.101.3.371
11. 1 2 3 4 5 6  Kim, E. J. (2005). The effect of the decreased safety behaviors on anxiety and negative thoughts in social phobics. Journal of Anxiety Disorders, 19(1), 69–86. doi:10.1016/j.janxdis.2003.11.002
12. 1 2 3  Rachman, S., & Hodgson, R. (1980). Obsessions and compulsions. Englewood Cliffs, NJ: Prentice Hall.
13. ↑  Hayes, S. C., Wilson, K. G., Gifford, E. V., Follette, V. M., & Strosahl, K. (1996). Experiential avoidance and behavioural disorders: A functional dimensional approach to diagnosis and treatment. Journal of Consulting and Clinical Psychology, 64, 1152–1168. doi:10.1037/0022-006X.64.6.1152
14. ↑  Salters-Pedneault, K., Tull, M. T., & Roemer, E. (2004). The role of avoidance of emotional material in the anxiety disorders. Applied and Preventive Psychology, 11, 95–114. doi:10.1016/j.appsy.2004.09.001
15. 1 2 3 4 5  Salkovskis, P.M., Clark, D.M., Hackman, A., Wells, A., & Gelder, M.G. (1999). An experimental investigation of the role of safety-seeking behaviours in the maintenance of panic disorder with agoraphobia. Behaviour Research and Therapy, 37, 559–574. doi:10.1016/S0005-7967(98)00153-3
16. ↑  Mayo Clinic Staff. Agoraphobia. Mayo Clinic. Retrieved from http://www.mayoclinic.org/diseases-conditions/agoraphobia/basics/definition/con-20029996
17. 1 2 3 4 5  Woody, S., & Rachman, S. (1994). Generalized anxiety disorder (GAD) as an unsuccessful search for safety. Clinical Psychology Review, 14, 743–753. doi:10.1016/0272-7358(94)90040-X
18. 1 2 3 4 5 6  Harvey, A. G. (2002). A cognitive model of insomnia. Behaviour Research and Therapy, 40(8), 869–893. doi:10.1016/S0005-7967(01)00061-4
19. 1 2 3 4  Deacon, B., & Maack, D. J. (2008). The effects of safety behaviors on the fear of contamination: An experimental investigation. Behaviour Research and Therapy, 46(4), 537–547. doi:10.1016/j.brat.2008.01.010
20. 1 2 3 4  Salkovskis, P.M., Wroe, A.L., Gledhill, A., Morrison, N., Forrester, E., Richards, C., Reynolds, M., & Thorpe, S. (2000). Responsibility attitudes and interpretations are characteristic of obsessive compulsive disorder. Behaviour Research and Therapy, 38, 347–372. doi:10.1016/S0005-7967(99)00071-6
21. 1 2 3 4 5  Dunmore, E., Clark, D. M., & Ehlers, A. (1999). Cognitive factors involved in the onset and maintenance of posttraumatic stress disorder (PTSD) after physical or sexual assault. Behaviour Research and Therapy, 37(9), 809–829. doi:10.1016/S0005-7967(98)00181-8
22. ↑  American Psychiatric Association. (2013). Diagnostic and statistical manual of mental disorders (5th ed.). Washington, DC.
23. 1 2 3  Freeman, D., Garety, P. A., Kuipers, E., Fowler, D., Bebbington, P. E., & Dunn, G. (2007). Acting on persecutory delusions: The importance of safety seeking. Behaviour Research and Therapy, 45(1), 89–99. doi:10.1016/j.brat.2006.01.014
24. 1 2  Schlenker, B.R., & Leary, M.R. (1982). Social anxiety and self-presentation: A conceptualization and model. Psychological Bulletin, 92, 641–669. doi:10.1037/0033-2909.92.3.641
25. ↑  Arkin, R. M. (1981). Self-presentation styles. In J. T. Tedeschi (Eds.), Impression management theory and social psychological research (pp. 311–333). New York: Academic Press.
26. ↑  Arkin, R. M., Lake, E. A., & Baumgarder, A. H. (1986). Shyness and self-presentation. In W. H. Jones, J. M. Cheek, & S. R. Briggs (Eds.), Shyness: Perspectives on research and treatment (pp. 189–204). New York: Plenum Press.
27. 1 2 3 4  Clark, D. M., Wells, A., Hackmann, A., Butler, G., & Fennell, M. J. U. (1994). Social behaviour questionnaire. Unpublished. Department of Psychiatry, University of Oxford, Warneford Hospital, Oxford.
28. 1 2 3 4 5  Kamphuis, J. H., & Telch, M. J. (1998). Assessment of strategies to manage or avoid perceived threats among panic disorder patients: The Texas Safety Maneuver Scale (TSMS). Clinical Psychology & Psychotherapy, 5(3), 177–186.
29. ↑  Spurr, J. M., & Stopa, L. (2003). The observer perspective: Effects on social anxiety and performance. Behaviour Research and Therapy, 41(9), 1009–1028. doi:10.1016/S0005-7967(02)00177-8
30. ↑  Moscovitch, D. A., Rowa, K., Paulitzki, J. R., Ierullo, M. D., Chiang, B., Antony, M. M., & McCabe, R. E. (2013). Self-portrayal concerns and their relation to safety behaviors and negative affect in social anxiety disorder. Behaviour Research and Therapy, 51(8), 476–486. doi:10.1016/j.brat.2013.05.002
31. ↑  Rapee, R. M., Gaston, J. E., & Abbott, M. J. (2009). Testing the efficacy of theoretically derived improvements in the treatment of social phobia. Journal of Consulting and Clinical Psychology, 77(2), 317. doi:10.1037/a0014800